# Killswitch Engage
 (transkr. Kilsvič engejdž) američki je metalkor bend iz Vestfild, Masačusetsa, koji je oformljen 1999. godine nakon raspada Overcast i Aftershock benda. Killswitch Engage-ova postava trenutno ima u svom sastavu za vokalom Džesi Liča, gitariste Džol Stroecla i Adam Dutkevica, basistu Majk Di Antonija, i bubnjara Džastin Folija. Bend je izdao sedam studio albuma i jedan DVD. Njihov zadnji album, Incarnate, je izdat 11. maja, 2016. godine.
Killswitch Engage se proslavio kada je 2004. godine izdao album The End of Heartache, koji je bio na 21. mestu na Billboard 200. Naslovna pesma, "The End of Heartache", je nominovana za gremi nagradu u 2005. godini za najbolji metal nastup, i DVD snimak nastupa (Set This) World Ablaze je izdat 2005. gde je Killswitch Engage nastupao na festivalima kao što su Soundwave Festival, Wacken Open Air, Reading and Leeds Festivals, Ozzfest, Download Festival, Rock on the Range, Rock Am Ring, Mayhem Festival, Monsters of Rock, Pointfest, Knotfest i Heavy MTL. Bend je prodao preko četiri miliona ploča u SAD-u.

## Istorija

### Rani period i debi album (1999—2001)
Killswitch Engage je formiran nakon raspuštanja metalkor bendova Overcast and Aftershock 1999. godine. Nakon što je Overcast raspušten 1998. godine, basista Majk Di Antonio je zaglavio sa Aftershock guitaristom Adamom Dutkevicem. Dutkevic, koji je tada svirao bubnjeve, regrutovao je gitaristu Džol Stroecla iz benda Aftershock i pevača Džesi Liča iz benda Nothing Stays Gold (koji je bio potpisan na diskografskoj ploči u vlasništvu Dutkevicovog brata Tobiasa, koji je takođe bio pevač u Aftershocku) da bi osnovali novi bend, Killswitch Engage. Ime benda benda potiče iz epizode TV serije The X-Files, pod nazivom "Kill Switch", koju je napisao Vilijam Gibson, koji je dao epizodi to ime nakon sto je upoznao industrijalni bend Kill Switch...Klick.
Godine 1999., Killswitch Engage je snimio demo koji sadrži 4 pesme, uključujući i "Soilborn", prva pesma koja je napisana od strane benda. Demo je prvo objavljen na prvom koncertu benda, kada su otvarali za melodčni death metal bend In Flames, u novembru 1999. godine. Izdali su istoimeni debi album sledeće godine. Iako album u početku nije imao finansijskih uspeha i nije dospeo ni na jednoj tabeli, zainteresovao je Karl Seversona, koji je tad radio u Roadrunner Records. Severson je predao Killswitch Engage nekoliko predstavnika Roadrunnera. Majk Giter agent talenata, je kontaktirao Di Antonija, prisustvovao je na nekoliko nastupa benda i ponudio je bendu ugovor da snimaju u Roadrunner-u. Shvativši da je Roadrunner imao sredstva za promovisanje i distribuciju izdanja Killswitch Engage, bend je prihvatio njegovu ponudu, odbivši nekoliko ponuda iz manjih etiketa.

### Alive or Just Breathing(2001—2004)
Na kratko vreme 2000. i 2001. godine, bivši gitarista Overcasta Pete Cortese pridružio se Killswitch Engage-u, ali je napustio bend kada je postao otac. Killswitch Engage je počeo pisati novi materijal za svoj drugi album u novembru 2001. godine. Mixovan je u januaru u Backstage Studios producenta Andy Sneap, album je nazvan Alive or Just Breathing po tekstu pesme "Just Barely Breathing". Muzički spot za singl "My Last Serenade" je povećao popularnost benda i album je dostigao 37. mesto na Top Heatseekers tabeli.
Nakon izdavanja Alive or Just Breathing', album je napisan i snimljen za dve gitare i bend je odlučio proširiti i postati peterostruki; Dutkevic je prešao na mesto gitare, a bivši bubnjar Tom Gomes popunio je slobodnu poziciju bubnjara. Nakon Ličovog venčanja 20. aprila 2002. godine i ponovo krenuo na turneju, upao je u depresiju. Lič je napustio bend nekoliko dana pre nego što je bend treba da nastupi i poslao je e-mail u kome je napisao da ih napušsta. Di Antonio je izjavio u intervjuu da "nakon tri godine druženja sa njim i gledajući ga kao brata, dobiti samo e-mail je malo grubo."
Bend je odmah počeo tražiti zamenu glavnog vokala i pronašli su Hauard Džons iz benda Blood Has Been Shed. Džons nije voleo njihov zvuk u početku. Komentarisao je, "Bio sam kao," Meh ". Dolazim iz hardkor i prljavijeg metala, a Killswitch je zvučao tako čisto, ali što sam ih više slušao, shvatao sam da ovde ima nekih stvarno dobrih pesama ". Nakon što je čuo za Ličove vokalne probleme, Džons je kontaktirao bend i bio prihvaćen kao zamena.

### The End of Heartache(2004—2006)
The End of Heartache objavljen je 11. maja, 2004. godine, i dostigla broj 21 na Billboard 200 sa 38.000 prodaje u prvoj nedelji, a takođe dostigla broj 39 na Australian Albums Chart. Album se prodao u više od 500.000 primeraka, izvan SAD i bio je sertifikovan zlatom 7. decembra, 2007. godine. Album je dobio uglavnom pozitivne kritike, a Džon Caramanica Rolling Stone je nazvao album "zapanjujuća kolekcija, koja je sačuvala dosta od njihove prepoznatljive muzičke brutalnosti.". Eduardo Rivadavia, član AllMusic, je komentarisao "rifovi za rifovima se gomilaju do neba visoko u svakom broju koji sledi, to su nepredvidive ritmičke promene, koje su korišćene da izgrade i oslobode unutrašnji pritisak koji utiskuje gorivo Killswitch Engage-u koji ga koristi kao izvor energije.".
"The End of Heartache" je postao glavni singl za film Resident Evil: Apocalypse, i u 2005. godini pesma je nominovan u kategoriji za najbolji metal performans, za dodelu 47. grami nagrade. Krajem 2004. godine, The End of Heartache, je ponovo izbačen kao specijalna edicija sa drugim diskom na kom su se nalazili razni performansi živog nastupa, Japanska bonus traka i presnimljena verzija pesme"Irreversal". Tokom leta 2005. godine, bente se vratio za Ozzfest i 1. novembra 2005. godine, album Alive or Just Breathing, je ponovo snimljen kao deo 25. godišnjice Roadrunner Recordsa. 22. novembra 2005. godine, izbačen je DVD sa živim nastupom (Set This) World Ablaze, koji je sadržao uživo koncert iz Palldium-a u Vorčesteru, jednočasovni dokumentarac i sve muzičke spotove benda. DVD je dobio zlatnu plaketu u SAD 8. aprila 2006. godine.

### As Daylight Dies(2006—2007)
23. maja 2006. godine, pesma "This Fire Burns" je objavljena na albumuWWE Wreckless Intent. Pesma je bila namenjena da bude nova melodija za WWE rvača Rendija Ortona; ali je ta ideja bila odbačena i kasnije je postala melodija za WWE Judgment Day 2006 pay-per-view. "This Fire Burns" je korišćena kao uvodna melodija CM Punk od 2006. do 2011. godine. i posle je ponovo objavljena pod nazivom "This Fire" na specijalnoj edicija albuma As Daylight Dies .
As Daylight Dies je izdat 21. novembra 2006. godine i snimljen je za tri meseca. Dostigao je 32. mesto na Billboard 200 chart-u sa 60,000 prodaja u prvoj nedelji. Ovaj album je jedan od najvećih albuma ikad. Album je uglavnom dobijao pozitivne kritike.

### Second self-titled album (2007—2011)
14. aprila 2009. godine, bend je objavio ime njihovog albuma Killswitch Engage, drugi put da ime albuma nosi isto ime kao i bend. Album je izdat 30. juna 2009. godine, i našao se na 7. mestu Billboard 200 chart, označavajući bendovu najvišu poziciji za bilo koji album na listi. Iste godine, u julu i avgustu, bend je nastupao na Mayhem festivalu zajedno sa Merlin Mensonom, Slayer, Bullet for My Valentine i ostalima. U februaru 2010. godine, Killswitch Engage je objavio da pevač Hauard Džons neće pevati tokom njihove zimske turneje sa bendovima The Devil Wears Prada i Dark Tranquillity; u medjuvremenu ga je zamenjivao Filip Labont. Spekulisalo se da se Džons povukao zbog bola u ledjima. 18. marta 2010. godine, u bend se vratio Džesi Lič, pevač iz originalne postave. Od tad, on i Labont su zajedno zamenjivali vokalistu do kraja turneje.
Posle 2010. godine, Killswitch Engage, je uzeo pauzu od turneja i njeni članovi su krenuli drugim putem. Adam Dutkevic je formirao bend Times of Grace sa Ličem i izdao debi album 18. januara 2011. godine "The Hymn of a Broken Man". Njima dvojici se kasnije na turneji pridružio Džol Strocel na njihovoj turneji.

### Džonsov odlazak iDisarm the Descent(2011—2015)
4. januara 2012. godine, bend je objavio na svojoj oficijelnoj stranici da je Hauard Džons napustio bend posle devet godina. Iz poštovanja prema njemu, nisu napisali razlog njegovog odlaska, već su mu samo zahvalili za sve te godine koje je bio sa njima i takođe su se zahvalili svojim fanovima na podršci prilikom traženja novog pevača. U februaru je bend objavio da se vraća Džesi Lič u bend i da bend oseća njegovu energiju i spremnost da uloži svoj maksimum.
Album Disarm the Descent je izdat 1. aprila 2013. godine u Velikoj Britaniji. Album se našao na 15. mestu u Velikoj Britaniji, dok je bio na 7. mestu na Billboard top 200 2. aprila u SAD.

### Incarnate(2015—danas)
30. marta 2015. godine, Majk Di Antonio je objavio da je bend završio sa skupljanjem materijala za sledeći studijski album.
10. decembra 2015. godine bend je premierno izveo novu pesmu pod nazivom "Strength of the Mind" u Revolveru.
Bend je takođe imao malu Božićnu turneju 2015. na istočnoj obali sa Unearth, Act of Defiance i 68.
16. decembra 2015. godine, otkriveno je da će sledećo bendov album, sedmi po redu, biti izdat 11. marta 2016. godine pod nazivom Incarnate.
27. septembra 2016. godine Lič je otkrio na njegovom Instagram profilu da će bend izbaciti dokumentarni film sastavljen od isečaka sa koncerata od 2012. pa na dalje.

## Muzički stil i lirske teme
Killswitch Engage uglavnom sviraju hevi metal i metalkor, kombinujući zvuke ekstrim metala i hardkor panka. Kao i neki moderni metalkor bendovi, Killswitch Engage kombinuje pevanje, skrimovanje, i grolovanje u njihovoj muzici.
Na njihovu muziku je uticala gothenburg metal scena, New York hardkor scena i treš metal.
U 2009. godini,na MTV-u, dok je bilo imenovanje u "The Greatest Metal Bands of All Time", rekli su da je Killswitch Engage "nazvan jednim od osnovača metalkora".
Oba trenutna pevača Džesi Lič i bivši pevač Hauard Džons pišu pesme koje su pozitivne, a njihovi tekstovi sadrže reči koje su vezane za ujedinjenje i ljubav.

## Članovi
| Trenutni članovi - Joel Stroetzel – ritam gitara, prateći vokal (1999–2000, 2001–danas); glavna gitara (1999–2002) - Mike D'Antonio – bas (1999–danas) - Adam Dutkiewicz – glavna gitara, prateći vokal (2001–danas); bubnjevi (1999–2002) - Jesse Leach – glavni vokal (1999–2002, 2012–danas) - Justin Foley – bubnjevi (2003–danas) | Bivši članovi - Pete Cortese – ritam gitara (2000–2001) - Howard Jones – glavni vokal (2002–2012) - Tom Gomes – bubnjevi (2002–2003) Uživo članovi - Jordan Mancino – bubnjevi (2013) |

## Diskografija
- Killswitch Engage (2000)
- Alive or Just Breathing (2002)
- The End of Heartache (2004)
- As Daylight Dies (2006)
- Killswitch Engage (2009)
- Disarm the Descent (2013)
- Incarnate (2016)

## Spoljašnje veze
- Zvanična internet stranica
- Loudwire